# Liste des chapitres de Zatchbell
 (juin 2019).
Si vous disposez d'ouvrages ou d'articles de référence ou si vous connaissez des sites web de qualité traitant du thème abordé ici, merci de compléter l'article en donnant les références utiles à sa vérifiabilité et en les liant à la section « Notes et références ».
Cet article est un complément de l'article sur le manga Zatchbell.

## Volumes reliés

### Tome 1 à 10
| no | Japonais          | Japonais          | Français        | Français          |
| no | Date de sortie    | ISBN              | Date de sortie  | ISBN              |
| --- | ----------------- | ----------------- | --------------- | ----------------- |
| 1 | 18 mai 2001       | 978-4-09-126231-8 | 4 mars 2005     | 2-87129-729-0     |
| Liste des chapitres : Chapitre 1 : Kiyomaro le justicier Chapitre 2 : Le livre illisible Chapitre 3 : Le courant du cœur Chapitre 4 : Kiyomaro a la cote Chapitre 5 : Machine ou être humain Chapitre 6 : Kiyomaro joue son atout Chapitre 7 : Première dispute Chapitre 8 : Les prétendants au trône |                   |                   |                 |                   |
| 2 | 18 septembre 2001 | 978-4-09-126232-5 | 15 avril 2005   | 2-87129-771-1     |
| Liste des chapitres : Chapitre 9 : C'est mon tour ! Chapitre 10 : Combat contre le Destin Chapitre 11 : Kiyomaro à l'hôpital Chapitre 12 : Où est le livre? Chapitre 13 : Des cibles en mouvement Chapitre 14 : Le désir de protéger Chapitre 15 : La force a ses limites Chapitre 16 : Ma Vraie Famille Chapitre 17 : Les larmes d'un démon Chapitre 18 : Un Bon Roi                                         |                   |                   |                 |                   |
| 3 | 18 novembre 2001  | 978-4-09-126233-2 | 10 juin 2005    | 2-87129-792-4     |
| Liste des chapitres : Chapitre 19 : La troisième formule Chapitre 20 : Il nous reste un espoir Chapitre 21 : Le curry de l'amitié Chapitre 22 : Un combat inutile Chapitre 23 : La demande d'une mère Chapitre 24 : Un garçon fort Chapitre 25 : Ma volonté Chapitre 26 : Le gentil Kiyomaro Chapitre 27 : Le héros sans rival Chapitre 28 : Un adversaire facile à abattre                                   |                   |                   |                 |                   |
| 4 | 18 février 2002   | 978-4-09-126234-9 | 26 août 2005    | 2-87129-811-4     |
| Liste des chapitres : Chapitre 29 : Le défi de la statue de pierre Chapitre 30 : Une invincibilité énigmatique Chapitre 31 : Dernière révélation Chapitre 32 : Le secret de Zatch Chapitre 33 : Les sentiments d'une mère Chapitre 34 : Un professeur lamentable Chapitre 35 : Un monde d'ennemis Chapitre 36 : Le guerrier solitaire Chapitre 37 : Les combats se suivent Chapitre 38 : Un ami en qui croire |                   |                   |                 |                   |
| 5 | 18 avril 2002     | 978-4-09-126235-6 | 7 octobre 2005  | 2-87129-829-7     |
| Liste des chapitres : Chapitre 39 : Les vacances de Kiyomaro Chapitre 40 : Le pays des gentlemen Chapitre 41 : Le démon du vieux château Chapitre 42 : Un courage à toute épreuve Chapitre 43 : Le plus grand des démons Chapitre 44 : Dépasser la peur Chapitre 45 : Le père de Kiyomaro Chapitre 46 : Le manipulateur Chapitre 47 : La forêt des esprits Chapitre 48 : La mémoire volée                     |                   |                   |                 |                   |
| 6 | 18 juillet 2002   | 978-4-09-126236-3 | 2 décembre 2005 | 2-87129-848-3     |
| Liste des chapitres : Chapitre 49 : Une danse étrange Chapitre 50 : Un combat sans formules Chapitre 51 : La détermination d'un guerrier Chapitre 52 : Retrouvailles problématiques Chapitre 53 : Une affaire importante Chapitre 54 : Des amis sans pareils Chapitre 55 : Un sombre tunnel Chapitre 56 : Merumerumêê ! Chapitre 57 : En attendant                                                            |                   |                   |                 |                   |
| 7 | 18 octobre 2002   | 978-4-09-126237-0 | 3 février 2006  | 2-87129-903-X     |
| Liste des chapitres : Chapitre 58 : Suzume a changé ! Chapitre 59 : Un garçon libre Chapitre 60 : Une puissance insondable Chapitre 61 : La force de Kiyomaro Chapitre 62 : Du très grand art Chapitre 63 : Combat au bac à sable Chapitre 64 : Une statue impressionnante Chapitre 65 : Le pouvoir de Danny Chapitre 66 : Du bon travail                                                                     |                   |                   |                 |                   |
| 8 | 18 décembre 2002  | 978-4-09-126238-7 | 7 avril 2006    | 978-2-8712-9922-6 |
| Liste des chapitres : Chapitre 67 : Une équipe imbattable Chapitre 68 : Un éclair dans le ciel Chapitre 69 : Une femme féroce Chapitre 70 : Une cuisine attentionnée Chapitre 71 : Quelqu'un qui compte Chapitre 72 : Une île dangereuse Chapitre 73 : Le courage de combattre Chapitre 74 : La cinquième formule Supplément : Les deux princesses                                                            |                   |                   |                 |                   |
| 9 | 18 mars 2003      | 978-4-09-126239-4 | 2 juin 2006     | 2-87129-941-2     |
| Liste des chapitres : Chapitre 75 : Zatch a un rhume Chapitre 76 : Des forces différentes Chapitre 77 : Un cœur inflexible Chapitre 78 : Une journée de bonheur Chapitre 79 : Un héros véritable Chapitre 80 : Un chasseur invisible Chapitre 81 : Proies contre chasseurs Chapitre 82 : Qui chasse qui ? Chapitre 83 : Une matière inconnue Chapitre 84 : L'énigme de la pierre                              |                   |                   |                 |                   |
| 10 | 5 avril 2003      | 978-4-09-126240-0 | 31 août 2006    | 2-87129-969-2     |
| Liste des chapitres : Chapitre 85 : Un frère sur qui compter Chapitre 86 : Bats-toi, mon frère Chapitre 87 : Dernier espoir Chapitre 88 : Immortel Chapitre 89 : Aller de l'avant Chapitre 90 : Une force gentille Chapitre 91 : Ce qui manque Chapitre 92 : Une voie difficile Chapitre 93 : Qui est ton maître ? Chapitre 94 : Un rôle important                                                            |                   |                   |                 |                   |

### Tomes 11 à 20
| no | Japonais         | Japonais          | Français        | Français          |
| no | Date de sortie   | ISBN              | Date de sortie  | ISBN              |
| --- | ---------------- | ----------------- | --------------- | ----------------- |
| 11 | 18 juin 2003     | 978-4-09-126451-0 | 6 octobre 2006  | 2-87129-982-X     |
| Liste des chapitres : Chapitre 95 : Les 12 assassins Chapitre 96 : Le secret du livre Chapitre 97 : La sixième formule Chapitre 98 : 30 secondes pour gagner Chapitre 99 : La dignité d'un roi Chapitre 100 : Sentiments sincères Chapitre 101 : Un sale caractère Chapitre 102 : Le visage de la colère Chapitre 103 : La force mauvaise                                                                                               |                  |                   |                 |                   |
| 12 | 8 août 2003      | 978-4-09-126452-7 | 8 décembre 2006 | 2-8712-9993-5     |
| Liste des chapitres : Chapitre 104 : Match retour Chapitre 105 : Les guerriers millénaires Chapitre 106 : Des ennemis sans sentiments Chapitre 107 : Bien mérité ! Chapitre 108 : Lumière Chapitre 109 : La vraie nature de Lord Chapitre 110 : Une lettre Chapitre 111 : Pleurnichard ! Chapitre 112 : La force de Kanchome Chapitre 113 : Les batteries d'énergie                                                                     |                  |                   |                 |                   |
| 13 | 15 novembre 2003 | 978-4-09-126453-4 | 2 février 2007  | 978-2-5050-0039-6 |
| Liste des chapitres : Chapitre 114 : Choisir la technique de combat Chapitre 115 : Le plus grand contre le plus grand Chapitre 116 : Promesse Chapitre 117 : L'attaque du V Chapitre 118 : La sphère de lumière Chapitre 119 : Combinaison ! Chapitre 120 : Partenaires Chapitre 121 : L'antipathie de Ponygon Chapitre 122 : Un regard puissant Chapitre 123 : Des liens forts et profonds                                             |                  |                   |                 |                   |
| 14 | 17 janvier 2004  | 978-4-09-126454-1 | 6 avril 2007    | 978-2-5050-0081-5 |
| Liste des chapitres : Chapitre 124 : Les cœurs se parlent Chapitre 125 : Le livre confié Chapitre 126 : Combattre ensemble Chapitre 127 : Le plus fort des démons Chapitre 128 : Une seule voie Chapitre 129 : Urgence Chapitre 130 : Une technique de combat parfaite Chapitre 131 : Vouloir la force Chapitre 132 : Ce qui reste Chapitre 133 : Un roi protecteur                                                                     |                  |                   |                 |                   |
| 15 | 15 avril 2004    | 978-4-09-126455-8 | 15 juin 2007    | 978-2-5050-0108-9 |
| Liste des chapitres : Chapitre 134 : Chantons ensemble ! Chapitre 135 : L'homme qui ne faisait rien Chapitre 136 : Mon roi Chapitre 137 : 12 camarades Chapitre 138 : Le secret de la force Chapitre 139 : La peur de la pierre Chapitre 140 : La lumière tournée vers les ténèbres Chapitre 141 : Un autre visage Chapitre 142 : Pas de pardon Chapitre 143 : La ligne de Sheri                                                        |                  |                   |                 |                   |
| 16 | 18 juin 2004     | 978-4-09-126456-5 | 24 août 2007    | 978-2-5050-0160-7 |
| Liste des chapitres : Chapitre 144 : Vers le lieu du combat Chapitre 145 : Contrôle Chapitre 146 : L'envoûtement de la pierre Chapitre 147 : Le gardien de la pierre lunaire Chapitre 148 : Le cri de guerre qui paralyse Chapitre 149 : Les deux plus mauvais Chapitre 150 : Une faible lumière Chapitre 151 : Une lumière inattendue Chapitre 152 : Dernier caprice Chapitre 153 : Donnons-nous la main                               |                  |                   |                 |                   |
| 17 | 18 août 2004     | 978-4-09-126457-2 | 5 octobre 2007  | 978-2-5050-0183-6 |
| Liste des chapitres : Chapitre 154 : La formule interdite Chapitre 155 : La septième formule Chapitre 156 : Vas-y, Zatch ! Chapitre 157 : Ce n'est pas encore fini ! Chapitre 158 : La vraie Koko Chapitre 159 : Le soleil et la lune Chapitre 160 : Pour maintenant Chapitre 161 : La dernière riposte Chapitre 162 : Roi, quoi qu'il arrive Épisode supplémentaire : Le voyage vers la lumière du Professeur Devinettes et de Kiddo   |                  |                   |                 |                   |
| 18 | 18 novembre 2004 | 978-4-09-126458-9 | 7 décembre 2007 | 978-2-5050-0201-7 |
| Liste des chapitres : Chapitre 163 : Nous sommes de retour ! Chapitre 164 : Un regard préoccupant Chapitre 165 : Les métamorphoses polyvalentes de Q Chapitre 166 : Plus forts que prévu Chapitre 167 : Une chose impossible Chapitre 168 : Cherchez un cadeau ! Chapitre 169 : Le garçon qui interprète le vent Chapitre 170 : Ted et Jeed Chapitre 171 : Mon ami Chapitre 172 : La force de Bao                                       |                  |                   |                 |                   |
| 19 | 14 janvier 2005  | 978-4-09-126459-6 | 15 février 2008 | 978-2-5050-0273-4 |
| Liste des chapitres : Chapitre 173 : Je ne suis pas un poltron ! Chapitre 174 : En forme, c'est promis ! Chapitre 175 : Brûlant d'ardeur ! Chapitre 176 : "Quelque chose" qui n'est pas un bâtiment Chapitre 177 : Mes camarades de classe Chapitre 178 : Une lettre pour Zatch Chapitre 179 : Lui... Chapitre 180 : Une rencontre dans le monde des démons Chapitre 181 : Un aspect terrifiant Chapitre 182 : Désormais, tout ira bien |                  |                   |                 |                   |
| 20 | 18 mars 2005     | 978-4-09-126460-2 | 4 avril 2008    | 978-2-5050-0292-5 |
| Liste des chapitres : Chapitre 183 : Le cri de Kaïl Chapitre 184 : Oyoyo Chapitre 185 : Éveil Chapitre 186 : Nouvelles formules Chapitre 187 : L'atmosphère de Kiyomaro Chapitre 188 : Le pouvoir de Ryô Chapitre 189 : La vraie nature de Faudo Chapitre 190 : Le démon enfermé Chapitre 191 : Le rival de Bari Chapitre 192 : Une impression désagréable                                                                              |                  |                   |                 |                   |

### Tomes 21 à 30
| no | Japonais          | Japonais          | Français        | Français          |
| no | Date de sortie    | ISBN              | Date de sortie  | ISBN              |
| --- | ----------------- | ----------------- | --------------- | ----------------- |
| 21 | 15 juillet 2005   | 978-4-09-127291-1 | 6 juin 2008     | 978-2-5050-0322-9 |
| Liste des chapitres : Chapitre 193 : La détermination de Kanchome Chapitre 194 : Des sentiments forts Chapitre 195 : La dernière formule Chapitre 196 : Nouvelle rencontre inattendue Chapitre 197 : Résolution Chapitre 198 : Le tempérament d'un roi Chapitre 199 : Première épreuve Chapitre 200 : Merumerumêêh ? Chapitre 201 : Une issue Chapitre 202 : Un cœur sincère                                                       |                   |                   |                 |                   |
| 22 | 5 août 2005       | 978-4-09-127292-8 | 29 août 2008    | 978-2-5050-0371-7 |
| Liste des chapitres : Chapitre 203 : Ce qu'il faut protéger Chapitre 204 : Au bout du labyrinthe Chapitre 205 : J'ai peur, mais... Chapitre 206 : Les intentions d'Earth Chapitre 207 : Attaque et défense Chapitre 208 : La lumière de l'espoir Chapitre 209 : La résurrection de Faudo Chapitre 210 : Pour survivre Chapitre 211 : La guerre des cerveaux Chapitre 212 : Le pire scénario                                        |                   |                   |                 |                   |
| 23 | 18 novembre 2005  | 978-4-09-127293-5 | 17 octobre 2008 | 978-2-5050-0430-1 |
| Liste des chapitres : Chapitre 213 : Quoi qu'il arrive Chapitre 214 : Deviens roi ! Chapitre 215 : Voix inaudible Chapitre 216 : Des sentiments dans les poings Chapitre 217 : Différence de niveaux Chapitre 218 : Faudo change de maître Chapitre 219 : Déterminations Chapitre 220 : Résistance sans espoir Chapitre 221 : Même sans te voir Chapitre 222 : Décider à deux Chapitre 223 : Le dernier sourire                    |                   |                   |                 |                   |
| 24 | 17 mars 2006      | 978-4-09-120124-9 | 5 décembre 2008 | 978-2-5050-0444-8 |
| Liste des chapitres : Chapitre 224 : Le début du désespoir Chapitre 225 : Le chemin vers le cerveau Chapitre 226 : La force de "Godufa" Chapitre 227 : A chacun son rôle Chapitre 228 : Une grande différence Chapitre 229 : Comme prévu Chapitre 230 : Pourquoi cela m'est égal Chapitre 231 : Des portes d'acier innombrables Chapitre 232 : Une peur qui ne part pas Chapitre 233 : Appel à l'aide                              |                   |                   |                 |                   |
| 25 | 16 juin 2006      | 978-4-09-120420-2 | 5 février 2009  | 978-2-5050-0526-1 |
| Liste des chapitres : Chapitre 234 : Souviens-toi ! Chapitre 235 : Le joyau parmi les déchets Chapitre 236 : Celle que je regarde Chapitre 237 : La lumière de l'amitié Chapitre 238 : Paraître grand Chapitre 239 : Une force de loin supérieure Chapitre 240 : L’œil du lion Chapitre 241 : Qu'est-ce que tu fiches ?! Chapitre 242 : Nous pouvons encore trouver de la force Chapitre 243 : Les liens du serment                |                   |                   |                 |                   |
| 26 | 15 septembre 2006 | 978-4-09-120590-2 | 5 mai 2009      | 978-2-5050-0563-6 |
| Liste des chapitres : Chapitre 244 : Heureux de combattre Chapitre 245 : Deux démons s'interposent Chapitre 246 : Je dois tenir bon ! Chapitre 247 : Je ne te laisserai jamais faire ça ! Chapitre 248 : Une résolution inébranlable Chapitre 249 : Des sentiments écrasants Chapitre 250 : Les cloches de l'espoir Chapitre 251 : Jusqu'à l'arrivée de Kiyomaro Chapitre 252 : La dernière chance Chapitre 253 : Une voix connue  |                   |                   |                 |                   |
| 27 | 16 décembre 2006  | 978-4-09-120698-5 | 21 août 2009    | 978-2-5050-0673-2 |
| Liste des chapitres : Chapitre 254 : Ceux en qui croyait Momon Chapitre 255 : Une nouvelle force Chapitre 256 : Creuser sa propre tombe... Chapitre 257 : Faudo approche Chapitre 258 : Zatch et Zeon Chapitre 259 : La raison de cette lutte pénible Chapitre 260 : Le pouvoir de Dufort Chapitre 261 : Baô Zakelga Chapitre 262 : Ténèbres dévorantes Chapitre 263 : Une attaque énigmatique                                     |                   |                   |                 |                   |
| 28 | 16 mars 2007      | 978-4-09-121023-4 | 4 décembre 2009 | 978-2-5050-0762-3 |
| Liste des chapitres : Chapitre 264 : Sniper Chapitre 265 : L'objectif de Cherish Chapitre 266 : Le cri de Tio Chapitre 267 : Ce bouclier est solide ! Chapitre 268 : Aller encore de l'avant Chapitre 269 : Il n'y a que toi Chapitre 270 : Écoute ce que je te dis Chapitre 271 : Une force triste Chapitre 272 : Voilà la réponse Chapitre 273 : La demande de Zeon                                                              |                   |                   |                 |                   |
| 29 | 18 juin 2007      | 978-4-09-121077-7 | 5 mars 2010     | 978-2-5050-0794-4 |
| Liste des chapitres : Chapitre 274 : Faudo se déchaîne Chapitre 275 : Je connais ces larmes Chapitre 276 : Une nouvelle classe Chapitre 277 : Ahaha Chapitre 278 : La lettre de Zeon Chapitre 279 : Le temps est venu Chapitre 280 : Le privilège du roi Chapitre 281 : Gorm et Mir Chapitre 282 : La joie de vivre Chapitre 283 : Je le transmettrai                                                                              |                   |                   |                 |                   |
| 30 | 18 septembre 2007 | 978-4-09-121185-9 | 4 juin 2010     | 978-2-5050-0888-0 |
| Liste des chapitres : Chapitre 284 : Clear Note Chapitre 285 : Renoncer Chapitre 286 : Les yeux du diable Chapitre 287 : L'enfant prodigue du clan des dragons Chapitre 288 : Ma force peut encore augmenter Chapitre 289 : La lumière des démons et de leur monde Chapitre 290 : Les plus puissantes formules s'affrontent Chapitre 291 : Accepter ma demande Chapitre 292 : Il reste 10 mois Chapitre 293 : Entraînement spécial |                   |                   |                 |                   |

### Tomes 31 à 33
| no | Japonais         | Japonais          | Français        | Français          |
| no | Date de sortie   | ISBN              | Date de sortie  | ISBN              |
| --- | ---------------- | ----------------- | --------------- | ----------------- |
| 31 | 15 décembre 2007 | 978-4-09-121227-6 | 5 novembre 2010 | 978-2-5050-0997-9 |
| Liste des chapitres : Chapitre 294 : Le changement de Kanchome Chapitre 295 : Une nouvelle vedette Chapitre 296 : Mon premier ami Chapitre 297 : Pourquoi vas-tu jusque-là ? Chapitre 298 : Une force incommensurable Chapitre 299 : Même en étant fort... Chapitre 300 : Le lion et l'hippopotame Chapitre 301 : Je ne peux plus retenir mes larmes Chapitre 302 : Je porte leurs espoirs Chapitre 303 : L'ami de Gôm |                  |                   |                 |                   |
| 32 | 18 mars 2008     | 978-4-09-121296-2 | 4 mars 2011     | 978-2-5050-1066-1 |
| Liste des chapitres : Chapitre 304 : Départ Chapitre 305 : Des camarades dignes de confiance Chapitre 306 : Les acquis de l'entraînement Chapitre 307 : La voie des amis Chapitre 308 : Protéger tout le monde Chapitre 309 : A... demain Chapitre 310 : Les plus forts alliés Chapitre 311 : Un ami pour la vie Chapitre 312 : La stratégie de Burago Chapitre 313 : Unir les pensées                                 |                  |                   |                 |                   |
| 33 | 18 juin 2008     | 978-4-09-121399-0 | 3 juin 2011     | 978-2-5050-1106-4 |
| Liste des chapitres : Chapitre 314 : Le contrôle des forces Chapitre 315 : La réponse... Chapitre 316 : Cet éclat... Chapitre 317 : Les camarades de Zatch Chapitre 318 : Encore d'autres camarades Chapitre 319 : La force du livre doré Chapitre 320 : La remise du diplôme Chapitre 321 : Le dernier combat Chapitre 322 : Allons, adieu ! Chapitre 323 : Dernier chapitre : La lettre de Zatch                     |                  |                   |                 |                   |